# Passiflora microstipula
Passiflora microstipula là một loài thực vật có hoa trong họ Lạc tiên. Loài này được L.E. Gilbert & J.M. MacDougal mô tả khoa học đầu tiên năm 2000.